# Agrostis stolonizans
Agrostis stolonizans é uma espécie de gramínea do gênero Agrostis, pertencente à família Poaceae.